# Marc René de Montalembert

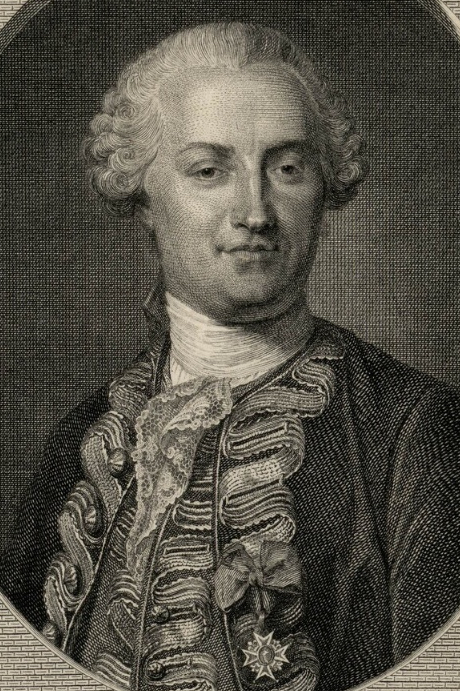
Marc Rene de Montalembert

Marc Rene de Montalembert markiz, (ur. 16 lipca 1714 w Angoulême, zm. 29 marca 1800 Paryżu, generał dywizji, francuski specjalista wojskowy, teoretyk fortyfikacji, twórca systemu fortyfikacji poligonalnej, w których główna linia obrony pokrywała się z narysem wieloboku fortyfikacyjnego. Członek Paryskiej i Petersburskiej Akademii Nauk.

## Życiorys
Służbę wojskowa rozpoczął w 1732 w kawalerii. Uczestniczył w wojnach lat 30. i 40. w XVIII wieku. W 1750 zorganizował i wyposażył za swoje środki fabrykę produkującą armaty. W 1758 wydał pracę, w której podsumował doświadczenia wykonywania armat z żelaza. W czasie wojny siedmioletniej 1756–1763 zaczął zajmować się fortyfikacją, kierował pracami przy budowie umocnień w Anklam, Stralsund (obecnie Niemcy) i na wyspie Oleron (Francja). W 1779 kierował obroną wysp Ile de Re i Aix (Francja) przed Anglikami. Po rewolucji francuskiej był konsultantem ministra wojny Lazare Carnota. W swej 11-tomowej pracy Fortyfikacja prostopadła (franc. La fortification perpendiculaire), napisanej w latach 1776 – 1793, wystąpił przeciw zestarzałemu systemowi umocnień bastionowych i wysunął ideę budowy umocnień kleszczowych, w których załomy linii obronnych były prostopadłe, tym samym zapewniały ogień krzyżowy. Zaprojektowany przez Montalemberta narys fortyfikacyjny był lepiej przystosowany do terenu, stwarzał dobre powiązanie i zabezpieczenie poszczególnych elementów twierdzy. Wymagał od wojsk broniących się w twierdzach obrony aktywnej, silnego wzmocnienia twierdz artylerią, rozszerzenia terytorium twierdz poprzez budowę przed zasadniczymi umocnieniami jednej lub dwóch linii małych fortów w celu obrony od bombardowania przez artylerię przeciwnika oraz przeniesienia walki na przedpole. Ta idea znalazła swoje wykorzystanie w projektach twierdz: Brest, Cherbourg, Ile de France, na Cejlonie i innych. Otworzyła nowa erę nie tylko w fortyfikacji, ale i w sposobach obrony twierdz i w ówczesnej strategii. Idee Montalemberta znalazły w XIX wieku swoje wykorzystanie w Rosji i Niemczech.